# Tadeusz Jundziłł
Tadeusz Jundziłł herbu Łabędź – marszałek grodzieński w latach 1765–1771, podkomorzy grodzieński w latach 1746–1765.
Poseł na sejm 1752 roku z powiatu grodzieńskiego. Poseł na sejm 1762 roku. W 1764 roku był elektorem Stanisława Augusta Poniatowskiego z powiatu grodzieńskiego. Na sejmie konwokacyjnym 1764 roku wyznaczony do Komisji Skarbowej Wielkiego Księstwa Litewskiego. W 1764 roku na sejmie koronacyjnym wyznaczony do komisji do compositio inter status oraz wyznaczony ze stanu rycerskiego do Asesorii Wielkiego Księstwa Litewskiego. Poseł powiatu grodzieńskiego na Sejm Czaplica 1766 roku.